# Golden Grove (Antigua und Barbuda)
Golden Grove ist eine Siedlung in der Parish of Saint John im Westen der Insel Antigua, im Staat Antigua und Barbuda.

## Lage und Landschaft
Golden Grove ist ein Stadtteil der Hauptstadt Saint John’s an der Grenze zum Parish of Saint Mary im Tal des Cooks Creek. Zur Volkszählung 2001 lebten hier 574 Einwohner.